# Samuel Farber
Samuel Farber (* 1939 in Havanna) ist ein kubanoamerikanischer Politikwissenschaftler und Soziologe.

## Leben
Farber wuchs in Marianao, einem Stadtteil der Hauptstadt Havanna als Sohn polnisch-jüdischer Einwanderer auf, die seit den 1920er Jahren in Kuba lebten. In den 1950er-Jahren beteiligte er sich an den Protesten der Sekundarschüler gegen Diktator Batista. Seit dieser Zeit beschäftigt er sich mit sozialistischer Politik. Heute ist er Mitglied der trotzkistischen International Socialist Organization. Für die International Socialist Review publiziert er regelmäßig Artikel. Auch auf der zweisprachigen Internet-Plattform Havana Times veröffentlicht er häufig Artikel zu Kuba.
1958 emigrierte Farber in die USA. Im Laufe seines Studiums der Soziologie erwarb er an der University of Chicago den B.A., anschließend den M.A. an der London School of Economics and Political Science und schließlich 1969 den Ph.D. an der University of California, Berkeley. Er lehrte in zahlreichen Colleges und Universitäten, unter anderem für acht Jahre an der University of California, Los Angeles. Zuletzt war er am Brooklyn College der Universität New York tätig und ist dort heute Professor emeritus für Politikwissenschaften.
Samuel Farbers Arbeitsschwerpunkt liegt auf seinem Heimatland Kuba, der Revolution und deren Folgen. Nach über zwanzig Jahren Abwesenheit erhielt er im Dezember 1979 im Zuge der Annäherung zwischen den Präsidenten Castro und Carter erstmals wieder die Gelegenheit zu einem Besuch seiner Heimat. Scharf kritisiert er unter anderem den offenen und verdeckten Rassismus, die Benachteiligung der afrokubanischen Bevölkerung, die Diskriminierung von Homosexuellen und den Umgang der Regierung mit der Opposition, wobei er die aktuelle Liberalisierung der Wirtschaft unter Raúl Castro prinzipiell begrüßt, jedoch gleichzeitig Zweifel an der sozialverträglichen Umsetzung äußert.

## Werke (Auswahl)

### Bücher
- Revolution and Reaction in Cuba, 1933–1960. Wesleyan University Press, 1976
- Before Stalinism: The Rise and Fall of Soviet Democracy. Polity/Verso, 1990
- Social Decay and Transformation: View from the Left. Lexington Books, 2000
- The Origins of the Cuban Revolution Reconsidered. University of North Carolina Press, 2006
- Cuba Since the Revolution of 1959. A Critical Assessment. Haymarket Books, 2011
- The Politics of Che Guevara: Theory and Practice. Haymarket Books, 2016

### Artikel und Aufsätze
- Cuba’s future: an assessment, in: International Socialist Review März/April 2012 (englisch)
- Cuba’s One-Party State is the Main Obstacle, in: Havana Times vom 10. November 2012 (englisch)
- More Considerations on Cuba’s One-Party State, in: Havana Times vom 13. Dezember 2012 (englisch)
- Cuba’s Workers After the Revolution, in: Havana Times vom 7. Dezember 2011 (Auszug aus dem Buch Cuba Since the Revolution of 1959, englisch)
- La izquierda y la transición cubana (PDF-Datei; 329 kB), Nueva Sociedad No 238, März/April 2012 (spanisch)
- La Iglesia y la izquierda crítica en Cuba (PDF-Datei; 356 kB), Nueva Sociedad No 242, November/Dezember 2012 (spanisch)